# Together at Home
Together at Home (còn được gọi là One World: Together at Home) là chuỗi buổi hòa nhạc ảo đang diễn ra được tổ chức bởi Global Citizen và ca sĩ Lady Gaga để hỗ trợ Tổ chức Y tế Thế giới. Điều đặc biệt là nhằm thúc đẩy sự lạc quan khi cách ly xã hội trong đại dịch virus corona 2019-20.
Vào ngày 18 tháng 4 năm 2020, một buổi chiếu trước sáu giờ đã được phát trực tuyến ngay trước khi phát sóng toàn cầu trên truyền hình. Phần trực tuyến của sự kiện được tổ chức thông qua YouTube bởi nữ diễn viên và người dẫn chương trình Jameela Jamil (giờ đầu tiên), diễn viên Matthew McConaughey (giờ thứ hai), nữ diễn viên Danai Gurira (giờ thứ ba), ca sĩ Becky G (giờ thứ tư), nữ diễn viên Laverne Cox (giờ thứ năm) và diễn viên Don Cheadle (giờ thứ sáu). Nó có sự xuất hiện nhiều từ những người nổi tiếng.

## Những người tham gia
- Alex Gaskarth[7]
- Alissa White-Gluz[8]
- Amy Lee[9]
- Amy Shark[10]
- Anne-Marie[11]
- Anthony Hamilton[12]
- Camila Cabello[13]
- Carla Morrison[14]
- Celeste[13]
- Charlie Puth[15]
- Chris Martin[13]
- Common[16]
- Dermot Kennedy[17]
- Elize Ryd[18]
- G Flip[19]
- Gloria Gaynor[20]
- Guy Sebastian[19]
- Ha*Ash[17]
- H.E.R.[21]
- Jack Johnson[22]
- James Bay[5]
- Jason Mraz[23]
- John Legend[24][25]
- Jon Batiste[26]
- Joshua Bassett[27]
- Julianne Hough[28]
- Koffee[29]
- Meghan Trainor[30]
- Niall Horan[28]
- Noah Cyrus[31]
- Nomfusi[32]
- OneRepublic[28]
- Rod và Ruby Stewart[33]
- Rufus Wainwright[34]
- Simone Simons[35]
- Steve Aoki[13]
- Tarja Turunen[36]
- Vance Joy[19]
- Wesley Schultz[37]
- Within Temptation[38]
- Years & Years[10]
- Ziggy Marley[39]

## Truyền hình đặc biệt
Chương trình truyền hình đặc biệt có tựa đề One World: Together at Home, được hợp tác giữa Công dân toàn cầu và ca sĩ kiêm nhạc sĩ người Mỹ Lady Gaga, người đã hỗ trợ và quyên góp cho Quỹ phản ứng đoàn kết COVID-19 của Tổ chức Y tế thế giới. Jimmy Fallon, Jimmy Kimmel và Stephen Colbert đã tổ chức chương trình, đó là một chương trình được phát sóng vào ngày 18 tháng 4 năm 2020. Điều đặc biệt cũng được mô phỏng trên các mạng truyền hình cáp chọn lọc, các nền tảng phát trực tuyến và các mạng phát sóng quốc tế. Tại Anh, chương trình được tổ chức bởi Clara Amfo, Dermot O'Leary và Claudia Winkeld và được phát trên BBC One. Điều đặc biệt được phát trên CBS, ABC, NBC và các mạng và nền tảng toàn cầu khác.

### Xuất hiện
- Adam Lambert
- Alanis Morissette

(?)
- Alicia Keys
- Amy Poehler
- Andra Day
- Andrea Bocelli
- Angèle
- Anitta
- Annie Lennox
- Awkwafina
- Becky G
- Ben Platt
- Beyoncé
- Billie Eilish
- Billie Joe Armstrong
- Billy Ray Cyrus
- Black Coffee
- Bridget Moynahan

(?)
- Burna Boy
- Camila Cabello
- Cassper Nyovest
- Celine Dion
- Charlie Puth
- Chris Martin
- Christine and the Queens
- Common
- Connie Britton
- Danai Gurira
- David Beckham
- Delta Goodrem
- Don Cheadle
- Eason Chan
- Eddie Vedder
- Ellen DeGeneres
- Ellie Goulding
- Elton John
- Erin Richards
- Finneas O'Connell
- George the Poet

(UK only)
- Heidi Klum
- Hozier
- Hussain Al Jasmi
- Idris Elba and Sabrina Elba
- J Balvin
- Jack Black
- Jack Johnson
- Jacky Cheung
- Jameela Jamil
- James McAvoy

(?)
- Jason Segel
- Jennifer Hudson
- Jennifer Lopez
- Jess Glynne

(Online broadcast)
(UK performances)
- Jessie J
- Jessie Reyez
- John Legend
- Juanes
- Kacey Musgraves
- Keith Urban
- Kerry Washington
- Kesha
- The Killers
- Lady Antebellum
- Lady Gaga
- Lang Lang
- Leslie Odom Jr.
- Lewis Hamilton
- Liam Payne
- Lili Reinhart
- Lilly Singh
- Lily Tomlin

(?)
- Lindsey Vonn
- Lisa Mishra
- Little Mix

(UK only)
- Lizzo
- LL Cool J
- Luis Fonsi
- Lupita Nyong'o
- Maluma
- Maren Morris
- Matt Bomer
- Matthew McConaughey
- Megan Rapinoe
- Michael Bublé
- Milky Chance
- Naomi Osaka

(?)
- Natti Natasha
- Niall Horan
- Nomzamo Mbatha
- Oprah Winfrey
- Paul McCartney
- Pharrell Williams
- P. K. Subban
- Picture This
- Priyanka Chopra
- Rag'n'Bone Man

(UK only)
- Rita Ora
- The Rolling Stones
- Sam Heughan
- Sam Smith
- Samuel L. Jackson
- Sarah Jessica Parker
- Sebastián Yatra
- Shah Rukh Khan
- Shawn Mendes
- Sheryl Crow
- Sho Madjozi
- Sofi Tukker
- Stevie Wonder
- SuperM
- Taylor Swift
- Tim Gunn
- Tom Jones

(UK only)
- Usher
- Vishal Mishra
- Victoria Beckham
- Zucchero

Nguồn: GlobalCitizen.org

### Biểu diễn âm nhạc (theo thứ tự xuất hiện)

#### Trong buổi hòa nhạc trước sáu giờ được phát trực tuyến
| Nghệ sĩ                                | Bài hát                                              | Quốc gia          |
| -------------------------------------- | ---------------------------------------------------- | ----------------- |
| Andra Day                              | "Rise Up"                                            | Hoa Kỳ            |
| Niall Horan                            | "Black and White"                                    | Ireland           |
| Vishal Mishra                          | "Aaj Bhi"                                            | Ấn Độ             |
| Sofi Tukker                            | "Purple Hat"                                         | Hoa Kỳ            |
| Maren Morris và Hozier                 | "The Bones"                                          | Hoa Kỳ và Ireland |
| Adam Lambert                           | "Mad World"                                          | Hoa Kỳ            |
| Rita Ora                               | "I Will Never Let You Down"                          | Vương quốc Anh    |
| Hussain Al Jassmi                      | "Bahebek Wahashteni" and "Mohem Jedan"               | UAE               |
| Kesha                                  | "Rainbow"                                            | Hoa Kỳ            |
| Lang Lang & Gina Alice Redlinger       | "Four Hands"                                         | Hoa Kỳ            |
| Virtual orchestra                      | "The Carnival of the Animals" by Camille Saint-Saëns | Đa lãnh thổ       |
| Luis Fonsi                             | "No Me Doy por Vencido"                              | Puerto Rico       |
| Jennifer Hudson                        | "Memory"                                             | Hoa Kỳ            |
| Liam Payne                             | "Midnight"                                           | Vương quốc Anh    |
| Black Coffee and Delilah Montagu       | "Drive"                                              | Nam Phi           |
| The Killers                            | "Mr. Brightside"                                     | Hoa Kỳ            |
| Eason Chan                             | "I Have Nothing"                                     | Hồng Kông         |
| Lisa Mishra                            | "Sanja Ve"                                           | Ấn Độ             |
| Milky Chance                           | "Stolen Dance"                                       | Đức               |
| Charlie Puth                           | "See You Again"                                      | Hoa Kỳ            |
| Jessie Reyez                           | "Coffin"                                             | Hoa Kỳ            |
| Picture This                           | "Troublemaker"                                       | Ireland           |
| Jessie J                               | "Flashlight"                                         | Hoa Kỳ            |
| Common                                 | "The Light"                                          | Hoa Kỳ            |
| Jacky Cheung                           | "Touch of Love"                                      | Hồng Kông         |
| Sebastián Yatra                        | "Robarte un Beso"                                    | Colombia          |
| Ben Platt                              | "I Want To Hold Your Hand"                           | Hoa Kỳ            |
| Delta Goodrem                          | "Together We Are One"                                | Úc                |
| Annie Lennox                           | "I Saved the World Today"                            | Hoa Kỳ            |
| Sheryl Crow                            | "I Shall Believe"                                    | Hoa Kỳ            |
| Juanes                                 | "Mas Futuro Que Pasado"                              | Hoa Kỳ            |
| Ellie Goulding                         | "Love Me Like You Do"                                | Vương quốc Anh    |
| Christine and the Queens               | "People, I've Been Sad"                              | Pháp              |
| Zucchero                               | "Everybody's Got to Learn Sometime"                  | Ý                 |
| Jack Johnson                           | "Better Together"                                    | Hoa Kỳ            |
| Kesha                                  | "Praying"                                            | Hoa Kỳ            |
| Cassper Nyovest                        | "Malome"                                             | Nam Phi           |
| Adam Lambert                           | "Superpower"                                         | Hoa Kỳ            |
| Sofi Tukker                            | "Drinkee"                                            | Hoa Kỳ            |
| Finneas                                | "Let's Fall in Love for the Night"                   | Hoa Kỳ            |
| The Killers                            | "Caution"                                            | Hoa Kỳ            |
| Jess Glynne                            | "I'll Be There"                                      | Vương quốc Anh    |
| Sho Madjozi                            | "Good Over Here"                                     | Nam Phi           |
| Michael Bublé                          | "God Only Knows"                                     | Canada            |
| Liam Payne and Rita Ora                | "For You"                                            | Vương quốc Anh    |
| Common                                 | "God is Love"                                        | Hoa Kỳ            |
| Christine and the Queens               | "Mountains We Met"                                   | Pháp              |
| Ben Platt                              | "Bad Habit"                                          | Hoa Kỳ            |
| Picture This                           | "Winona Ryder"                                       | Ireland           |
| Juanes                                 | "Es Por Ti"                                          | Hoa Kỳ            |
| Eason Chan                             | "Love"                                               | Hồng Kông         |
| Charlie Puth                           | "Attention"                                          | Hoa Kỳ            |
| Leslie Odom Jr. and Nicolette Robinson | "Brown Skin Girl"                                    | Hoa Kỳ            |
| Billy Ray Cyrus                        | "Sunshine Girl"                                      | Hoa Kỳ            |
| Ellie Goulding                         | "Burn"                                               | Vương quốc Anh    |
| Sheryl Crow                            | "Everyday Is a Winding Road"                         | Hoa Kỳ            |
| Hozier                                 | "Take Me to Church"                                  | Ireland           |
| Angèle                                 | "Balance ton Quoi"                                   | Bỉ                |
| Sebastián Yatra                        | "Un Año"                                             | Colombia          |
| SuperM                                 | "With You"                                           | Hàn Quốc          |
| Luis Fonsi                             | "Despacito"                                          | Puerto Rico       |
| Jessie J                               | "Bang Bang"                                          | Hoa Kỳ            |
| Lady Antebellum                        | "What I'm Leaving For"                               | Hoa Kỳ            |
| Annie Lennox and Lola Lennox           | "There Must Be an Angel (Playing with My Heart)"     | Hoa Kỳ            |
| Niall Horan                            | "Slow Hands"                                         | Vương quốc Anh    |
| John Legend                            | "Bigger Love"                                        | Hoa Kỳ            |
| Jennifer Hudson                        | "Hallelujah"                                         | Hoa Kỳ            |

#### Trong thời gian phát sóng truyền hình toàn cầu
| Nghệ sĩ                                                          | Bài hát                                       | Quốc gia                 |
| ---------------------------------------------------------------- | --------------------------------------------- | ------------------------ |
| Lady Gaga                                                        | "Smile"                                       | Hoa Kỳ                   |
| Stevie Wonder                                                    | "Lean On Me" / "Love's in Need of Love Today" | Hoa Kỳ                   |
| Paul McCartney                                                   | "Lady Madonna"                                | Vương quốc Anh           |
| Kacey Musgraves                                                  | "Rainbow"                                     | Hoa Kỳ                   |
| Elton John                                                       | "I'm Still Standing"                          | Vương quốc Anh           |
| The Roots featuring Jimmy Fallon                                 | "Safety Dance"                                | Hoa Kỳ                   |
| Maluma                                                           | "Carnaval"                                    | Colombia                 |
| Chris Martin                                                     | "Yellow"                                      | Vương quốc Anh           |
| Shawn Mendes và Camilla Cabello                                  | "What a Wonderful World"                      | Hoa Kỳ                   |
| Eddie Vedder                                                     | "River Cross"                                 | Hoa Kỳ                   |
| Lizzo                                                            | "A Change Is Gonna Come"                      | Hoa Kỳ                   |
| The Rolling Stones                                               | "You Can't Always Get What You Want"          | Vương quốc Anh           |
| Keith Urban                                                      | "Higher Love"                                 | Hoa Kỳ                   |
| Burna Boy                                                        | "African Giant" / "Hallelujah"                | Nigeria                  |
| Jennifer Lopez                                                   | "People"                                      | Hoa Kỳ                   |
| John Legend và Sam Smith                                         | "Stand by Me"                                 | Hoa Kỳ và Vương quốc Anh |
| Billie Joe Armstrong                                             | "Wake Me Up When September Ends"              | Hoa Kỳ                   |
| Billie Eilish và Finneas                                         | "Sunny"                                       | Hoa Kỳ                   |
| Taylor Swift                                                     | "Soon You'll Get Better"                      | Hoa Kỳ                   |
| Lady Gaga, Celine Dion, John Legend, Andrea Bocelli và Lang Lang | "The Prayer"                                  | Hoa Kỳ/Canada/Ý          |

### Phát sóng
Chương trình truyền hình đặc biệt được phát trên NBC, ABC, CBS và CW tại Hoa Kỳ. Nó cũng được phát sóng trên mạng truyền hình tiếng Tây Ban Nha Univisión. Điều đặc biệt cũng được mô phỏng trên các mạng thuộc sở hữu của ViacomCBS (BET, BET Her, CMT, Comedy Central, Logo TV, MTV, MTV2, MTV Classic, MTV Live, Nick tại Nite, Paramount Network, Pop, Tr3s, TV Land và VH1), NBCUniversal (Bravo, E !, MSNBC, NBCSN, Syfy, Universo và USA Network), Truyền hình Walt Disney (Freeform và National Geographic), Katz Broadcasting (Bounce TV và Laff), Bloomberg Television và trên TV AXS. iHeartMedia cũng tham gia phát sóng.
Tại Vương quốc Anh, BBC đã phát sóng một chương trình phát sóng trung tâm của Anh về One World: Together at Home được phát sóng trên BBC One vào Chủ nhật ngày 19 tháng 4 lúc 7:15, được trình bày bởi các nhân vật của BBC Radio Clara Amfo, Claudia Winkman và Dermot O'Leary. Được sản xuất cho BBC bởi Twofour, nó có các màn trình diễn bổ sung từ các hành vi đặc biệt trong chính đặc biệt cùng với các màn trình diễn độc quyền từ các hành động của Vương quốc Anh như Little Mix và các cuộc phỏng vấn, và bất ngờ cho các công nhân tiền tuyến. Tại Ireland, RTÉ (như BBC) đã phát sóng một phiên bản độc nhất của One World: Together at Home do phía trước là diễn viên hài và người gây ảnh hưởng Dorieann Garrihy và người dẫn chương trình truyền hình Eoghan McDermott.

#### Đài truyền hình quốc tế
- Africa: BET, Comedy Central, MTV Africa, MTV Base và Vuzu[47]
- Albania: RTSH 2[51]
- Argentina: Telefe,[45] Comedy Central, MTV, MTV Hits, Paramount Channel, VH1, VH1 HD, VH1 MegaHits, TNT, AXN, Sony Channel and National Geographic.
- Australia: Network 10, Seven Network, Nine Network, National Geographic, MTV Australia, E! (Australia) và beIN Sports[45]
- Austria: Comedy Central
- Belgium: Eén, Q2,[47] MTV
- Bolivia: TNT
- Brazil: Rede Globo, Multishow,[47] Comedy Central, MTV, Paramount Channel, VH1 HD, VH1 MegaHits, TNT, AXN, and Sony Channel
- Bulgaria: Nova
- Cambodia: beIN Sports
- Canada: CTV, CTV 2, Citytv, Global, CBC, Ici Radio-Canada Télé, ABC Spark, CP24, Much, MTV, National Geographic, TSN, Vrak, iHeartRadio Canada, Kiss Radio, Virgin Radio và CBC Music[47][52]
- Caribbean: Digicel[47] and TNT
- Central America: TNT, AXN, and Sony Channel
- Chile: Chilevisión, TNT, AXN, and Sony Channel
- Colombia: Caracol Televisión,[47] Comedy Central, MTV, MTV Hits, Paramount Channel, VH1 HD, VH1 MegaHits, TNT, AXN, and Sony Channel
- Czech Republic: Prima Comedy Central
- Denmark: TV 2,[47] VH1 và Paramount Network
- East Timor: beIN Sports
- Ecuador: TNT
- Europe: MTV, VH1 và VH1 Classic
- Finland: Yle TV2, Yle Areena and Paramount Network
- France: France 2, France 4, beIN Sports, BET, CStar, MTV, MTV Hits, W9, France Inter và RTL2[47][53]
- Germany: ZDFneo, RTL, MTV and Comedy Central
- Hong Kong: Joox, TVB Finance & Information Channel, Hong Kong International Business Channel and beIN Sports
- Hungary: RTL Spike, MTV và Comedy Central[54]
- India: AXN, Colors Infinity, Comedy Central, Sony Liv, Sony Pix và VH1[47]
- Indonesia: beIN Sports
- Israel: MTV
- Italy: Rai 1, Rai Radio 2, MTV, VH1, Comedy Central, MTV Music and National Geographic
- Ireland: RTÉ2 và RTÉ 2FM[50]
- Japan: Fuji TV
- Laos: beIN Sports
- Malaysia: beIN Sports
- Mexico: Comedy Central, MTV, MTV Hits, Paramount Channel, VH1, VH1 HD, VH1 MegaHits, AXN, and Sony Channel
- Middle East: beIN Sports
- Myanmar: Canal+ Gita[47]
- Netherlands: MTV
- New Zealand: beIN Sports and MTV
- Norway: TV 2[47]
- Paraguay: TNT
- Peru: TNT
- Philippines: beIN Sports
- Poland: Canal+, MTV, Paramount Channel and Comedy Central[47]
- Portugal: TVI[47]
- Romania: MTV and Comedy Central
- Russia: MTV
- Singapore: MediaCorp Channel 5,[55] meWatch.sg and beIN Sports
- South Africa: Vuzu
- South Korea: SBS MTV và National Geographic[56]
- Southeast Asia: Comedy Central, MTV, Paramount Channel and National Geographic
- Spain: La 1[47] and MTV
- Sweden: SVT1, TV4[47] and Paramount Network
- Switzerland: MTV and Comedy Central
- United Kingdom: BBC One,[57] Channel 5,[45] MTV, MTV Music, Club MTV, MTV Hits, MTV Rocks, MTV Base và MTV OMG
- Thailand: beIN Sports
- Turkey: National Geographic and beIn Sports
- United Arab Emirates: Dubai TV[58]
- Uruguay: TNT
- Venezuela: TNT, AXN, and Sony Channel
- Vietnam: K+ NS

Additional sources: GlobalCitizen.org

### Lượng người xem

#### Phát trực tuyến
Điều đặc biệt cũng có sẵn trên một số nền tảng kỹ thuật số như Apple, Facebook, Instagram, LiveXLive, Prime Video, Tidal, TuneIn, Twitch, Twitter, Roblox, Yahoo! và YouTube. Theo kế hoạch, Alibaba Youku và Tencent sẽ phát trực tuyến tại Trung Quốc, nhưng điều đó không bao giờ xảy ra mà không có lý do nào được biết đến.

## Tác động
One World: Together at Home thúc đẩy doanh số tăng cho các bài hát được biểu diễn như một phần của sự kiện. Vào ngày 18 tháng 4 năm 2020, các bài hát được trình diễn trong chương trình đã bán được hơn 12.000 lượt tải xuống kỹ thuật số, mức tăng 735% so với ngày 17 tháng 4 năm 2020. Những tác phẩm đáng chú ý nhất từ chương trình truyền hình đặc biệt kéo dài hai tiếng là "Soon You Get Better" của Taylor Swift, "Carnaval" của Maluma và "Rainbow" của Kacey Musgraves, khi họ cùng nhau chiếm 42% tổng số bài hát doanh số được tạo ra bởi chương trình. Các bài hát được trình diễn trong buổi phát sóng trước chương trình đã tạo ra 6.000 doanh số bán hàng tăng 75% từ ngày 17 tháng 4 năm 2020. Vào ngày 19 tháng 4, đã có báo cáo rằng người đặc biệt đã quyên góp được gần 128 triệu đô la cho các nhân viên chăm sóc sức khỏe coronavirus.